# U.S. AS12
U.S. AS12は、アメリカ合衆国のギルバート・エクイップメント社が設計し大韓民国の大宇社が製造しているフルオート射撃可能なショットガン。

## 概要
アメリカの銃工だったマックスウェル・アッチソンが1970年代に設計したAA-12をベースとして、ギルバート・エクイップメント社のジョン・トレバーJr.が1980年代に再設計した軍用自動式ショットガンである。
ギルバート・エクイップメント社は本銃を生産するだけの設備を有していなかったことから、製造を韓国の大宇精密工業に委ねた。フルオートでの射撃が可能な非常に珍しいショットガンである。
1980年代にアメリカ軍ではCAW（Closed Assault Weapon）計画を立ち上げて一度興味を示したが、近距離の破壊力と制圧力ではショットガンの射程の短さと装弾数の少なさを補えないため、計画そのものが頓挫している。

## 特徴
毎分360発の発射速度でフルオート射撃が可能である。
デザインは一般的なショットガンと異なり、ボックスマガジンがグリップの前方に配置されている。マガジンは、10発のボックスマガジンと20発のドラムマガジンが使用できる。ただし、ガス圧作動方式を採用したため、ファクトリーアモと火薬の量が同一でない弾薬や、ケース長が長い弾薬は使用できない。一応発射する事はできるがスムーズな排莢が不可能となる。
しかし、ショットガンとしては重量が嵩み、大きく嵩張るために使い勝手が悪い。

## 登場作品

### 映画
『沈黙の要塞』
スティーブン・セガール演じる主人公フォレストが、最終決戦時に使用。
『ポリス・ストーリー3』
中盤のタイ将軍の私設キャンプ内での銃撃戦で、麻薬売人の1人がドラムマガジンを装着したものを乱射する。
『ジュマンジ』
アランを付け狙う密猟者のヴァン・ペルトが弾切れになった旧式の散弾銃を代替するために、銃器店でドラムマガジンとサイレンサー、暗視スコープが装備されたものを入手する。

### アニメ・漫画
『暗殺教室』
ビッチの部下が使用。

### ゲーム
『Far Cry 2』
20発のドラムマガジン装備。耐久度があり、使用し続けるとジャムを起こしたり、暴発したりする。
『Overkill 2』
実銃とは違い、ボックスマガジンには12発、ドラムマガジンには28発装填されている。
『カウンターストライクオンライン』
テロリスト側のショットガンとして登場する。ドラムマガジンで、装弾数は12発。
『コール オブ デューティ モダン・ウォーフェア3』
実銃とは違い、毎分約183発のレートになっている。装弾数は6発。
『コール オブ デューティ ブラックオプス6』
「ASG-89」として登場。
『ソードアート・オンライン フェイタル・バレット』
ドラムマガジン仕様が「RoyalGuard」の名称で登場。銃身の凹凸など外見が若干アレンジされた架空銃である。アリスが使用する。
『ドールズフロントライン』
星4SG戦術人形、「USAS-12」として登場。
『バトルフィールドシリーズ』
『BFBC』
工兵の装備として使用可能。
『BFBC2』
全兵科で使用可能なショットガンとして登場する。
『BF3』
全兵科共通ショットガンとして登場する。
『BF4』
特定のステージにのみ登場するバトルピックアップとして登場。
『パラサイト・イヴ2』
主人公のアヤが装備可能な武器として、物語後半に20発装填のドラムマガジン仕様のモデルが購入できる。ゲーム内での表記は「AS12」。
『surviv.io』
.12ゲージを使う武器として登場。森、ジャガイモ、コバルト、50vs50に登場する。
ゲーム中では弾が爆発する使用。